# Nombre de Bodenstein
Pour les articles homonymes, voir Bodenstein.
Le nombre de Bodenstein ({\displaystyle Bo}) est un nombre sans dimension utilisé pour caractériser les réacteurs tubulaires. Il représente le rapport entre le transfert total et le transfert par diffusion axiale. 
Le nombre de Bodenstein porte le nom de Max Bodenstein, physicien allemand.
On le définit de la manière suivante :
{\displaystyle Bo={\frac {L\;v}{D_{ax}}}}
avec :
- L – longueur du tube
- v – vitesse
- Dax – coefficient de dispersion axial

Le coefficient de dispersion peut être calculé par la formule suivante :
{\displaystyle D_{ax}=D+{\frac {v^{2}\;{d_{tube}}^{2}}{192\;D}}}
avec :
- D - coefficient de diffusion
- v - vitesse
- dtube - diamètre du tube

On peut à partir de ce coefficient de dispersion calculer le nombre de Péclet correspondant et retrouver le nombre de Bodenstein.
{\displaystyle Pe_{ax}={\frac {v\;d_{tube}}{D_{ax}}}=Bo\;{\frac {d_{tube}}{L}}}

Le nombre de Bodenstein est donc un cas particulier du nombre de Péclet massique et est couramment utilisé en hydrodynamique pour caractériser l'écoulement des réacteurs de type piston. Il permet de caractériser l'idéalité d'un tel réacteur et est un paramètre important pour l'étude de la distribution de temps de séjour. 
Le nombre de Bodenstein tend vers l'infini lorsque le réacteur tubulaire est idéal, c'est-à-dire sans rétro-mélange ou diffusion, et vers 0 lorsque le réacteur correspond à un réacteur continu avec un mélange parfait de la masse réactionnelle. 